# Seraphim (Band)
Seraphim ist eine 2006 gegründete, vierköpfige Indie-Rock- und Pop-Band aus der Umgebung von Linz, Österreich.

## Geschichte

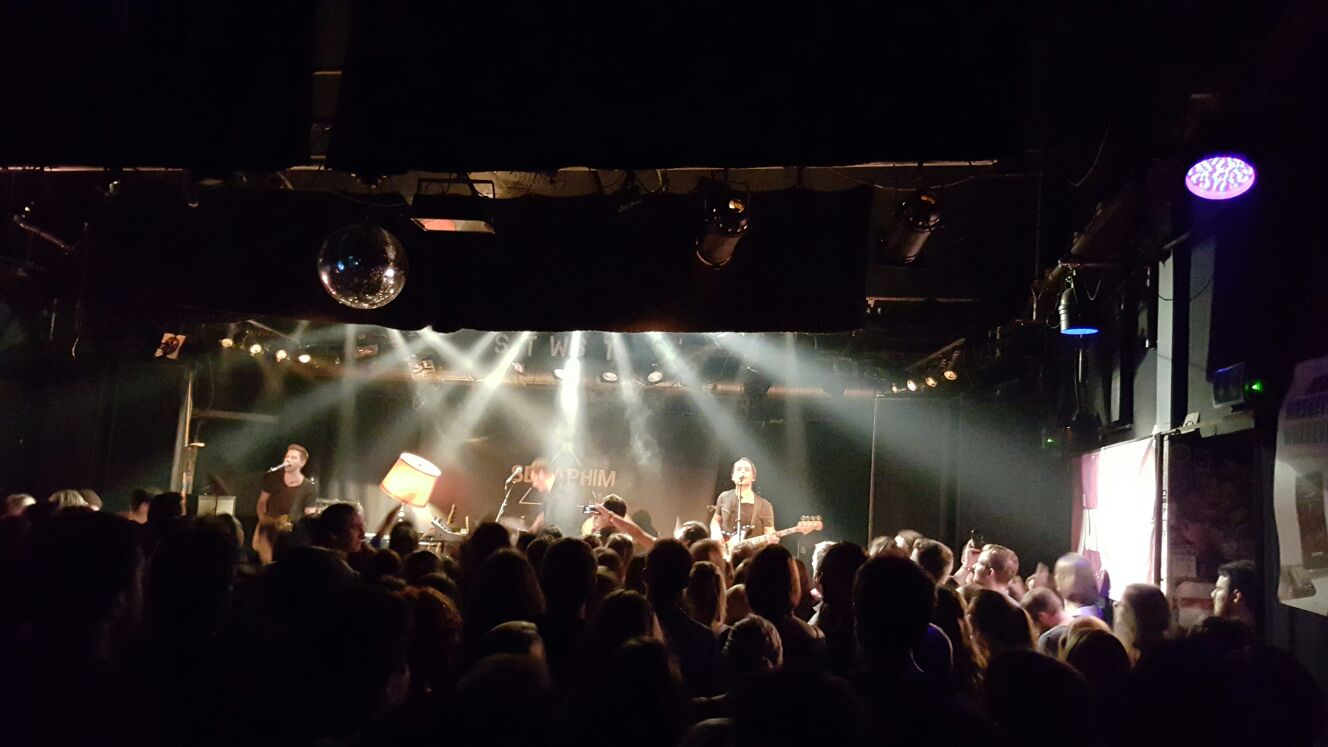
Seraphim live, 2016

Aus diversen Vorprojekten gründeten Gregor Ollmann, Ronald Gaisbauer, Christoph Müller und Thomas Berger im Sommer 2006 Seraphim. Nach einer kurzen Eingewöhnungsphase wurden im Winter 2007 die ersten gemeinsamen Konzerte gespielt und die ersten Lieder in der Linzer Kapu aufgenommen.
Auf Anhieb qualifizierte sich Seraphim im selben Jahr beim Local Heroes Bandcontest für die Endausscheidung in der Wiener Arena. Dadurch öffneten sich einige Türen und die Band kam zu mehr Liveauftritten. 2008 nahm man gemeinsam mit René Mühlberger von Velojet die zweite EP in den Seppdember Studios auf. Im Sommer 2009 wurde bei Johannes Cap die dritte EP Analogue Sessions auf einer analogen Bandmaschine aufgenommen, diese enthält allerdings nur zwei Tracks. Die Lieder von dieser EP schafften es in den darauffolgenden Jahren auf unterschiedliche Sampler und wurden auch von diversen kleineren Radiosendern in Österreich gespielt.
Im Jahr 2010 entschieden sich die Mitglieder dazu, ein Debütalbum aufzunehmen, welches dann allerdings erst im Jahr 2013 auf dem eigenen Label Novapol Records veröffentlicht wurde. Der Titel A Light That Never Goes Out referenziert auf ein Lied der Smiths. Für die beiden Singles Dancer in the Dark und Argonauts wurden zwei Videos produziert und auf Youtube veröffentlicht. Das Album brachte der Band auch Konzerte in namhaften Clubs und Festivals in Österreich. 
Das Album erhielt zwar grundsätzlich ganz gute Kritiken, die aufwändige und lange Arbeit daran führte allerdings auch zu einem Bruch im Bandgefüge. Man entschied sich 2013 zu einer personellen Veränderung und Christoph Müller verließ die Band. Alexander Kaiser ersetzte ihn daraufhin am Bass. Im Frühjahr 2016 veröffentlichte Seraphim die erste EP Debris (Novapol Records) mit neuer Besetzung. Die erste Single Ilvy kam in die Rotation von Radio FM4 und belegte Platz 2 in den Austrian Indie Charts.

## Diskografie
- 2009: Analogue Sessions (EP)
- 2013: A Light That Never Goes Out (Album, Novapol Records)
- 2016: Debris (EP, Novapol Records)

## Videoalben
- 2010: The Great Escape
- 2012: Dancer in the Dark
- 2013: Argonauts
- 2016: Ilvy